# Linea dei carichi totali
La linea di carico collega virtualmente due serbatoi in pressione o in depressione. Questa linea parte da un valore iniziale che coincide col pelo libero (quota del liquido nel serbatoio) del serbatoio di monte, per poi abbassarsi per la dissipazione localizzata di energia dovuta all'imbocco del liquido nella tubatura (quella che collega i due serbatoi), da qui in poi decresce linearmente con la distanza (a meno che non siano presenti contrazioni, valvole o allargamenti del tubo) fino al punto in cui la tubazione si collega col serbatoio di valle. In questo punto il valore del carico totale è uguale al pelo libero del serbatoio di valle incrementato di un valore costituito dall'altezza rappresentatrice della velocità in quel punto, per poi finire alla quota del pelo libero del serbatoio di valle.